# ديك جيبس (كرة سلة)
ديك جيبس (بالإنجليزية: Dick Gibbs)‏ مواليد 20 ديسمبر 1948 في أيمز، هو لاعب كرة سلة أمريكي سابق. بدأ مسيرته الاحترافية في سنة 1971. تم اختياره من قبل فريق شيكاغو بولز خلال الدرافت. يبلغ طوله 6 قدم 5 بوصة (2.0 م). اعتزل اللعب في 1976. أحرز خلال مسيرته في الإن بي إيه 1739 نقطة بمعدل 5.2 نقاط في المباراة الواحدة.

## المسيرة الاحترافية
لعب مع هيوستن روكتس من سنة 1971 إلى 1973، ثم لعب مع سكرامنتو كينغز في سنة 1973، ثم لعب مع سياتل سوبرسونيكس في موسم 1973–1974، ثم لعب مع واشنطن ويزاردز في موسم 1974–1975، ثم لعب مع بوفالو بريفز في موسم 1975–1976.

## روابط خارجية
- ديك جيبس على موقع إن بي أي (الإنجليزية)
- ديك جيبس على موقع سبورتس رفرنس (الإنجليزية)
- ديك جيبس على موقع كلية كرة السلة في سبورتس رفرنس.كوم (الإنجليزية)
- ديك جيبس على موقع ريلجم (الإنجليزية)
- ديك جيبس على موقع بروبوليرز (الإنجليزية)